# لسان العرب (صحيفة)
لسان العرب صحيفة عربية صدرت في القدس، فلسطين الانتدابية، بين عامي 1921 و 1925. كانت أول صحيفة يومية في فلسطين.

## التاريخ
نُشرت لسان العرب لأول مرة في 24 يونيو 1921 كجريدة يومية. الصحفي اللبناني إبراهيم سليم النجار هو الشريك المؤسس وعضو في هيئة تحريرها. مؤسسو الصحيفة الآخرون هم الصحفي اللبناني أحمد عزت العظمي، وإبراهيم المحب. كان عادل جبر من بين المساهمين الرئيسيين.
تعرضت لسان العرب لانتقادات متكررة بسبب مزاعم عن موالاة موقفها السياسي لبريطانيا والصهيونية. في الواقع، كانت مؤيدة للسياسات البريطانية تجاه اليهود والعرب في فلسطين. طلبت الإدارة البريطانية في فلسطين من إبراهيم سليم النجار الإبلاغ عن السياسات البريطانية المتعلقة بالمنطقة في لسان العرب. وهاجم فلسطينيون معارضون للبريطانيين مكاتبها.
لقي انتصار مصطفى كمال أتاتورك على الجيش اليوناني في سبتمبر 1922 ترحيباً حاراً من قبل جريدة فلسطين، وهي صحيفة فلسطينية أخرى، لكن افتتاحية لسان العرب بتاريخ أكتوبر 1922 نشرت البيان التالي الذي قيل إنه قاله هو (أي أتاتورك) أو أحد حلفائه المقربين: "لا تظنوا أنتم أيها العرب أننا نسينا الغدر الذي ارتكبتموه ضدنا". وقد وصف عبد القادر المظفر، رئيس تحرير جريدة فلسطين، هذا التصريح بالكاذب.
تم تبديل وتيرة لسان العرب إلى ثلاث مرات أسبوعياً اعتباراً من عام 1923، واستمرت الجريدة بهذا الوتيرة حتى 30 أبريل 1925 حيث توقفت عن الصدور بعد إصدار 543 عددًا.
جريدة لسان العرب، هي جريدة سياسيّة أدبية مستقلة. وفي يوم الجمعة 24 حزيران 1921 تمّ إصدار العدد الأول من جريدة لسان العرب في منطقة الشّرق الأوسط وتحديدا في مدينة القدس في فلسطين. بدأت المجلة بالصدور بصورة يوميّة ولكن لم يدم ذلك إلا سنة واحدة، أن جريدة لسان العرب كانت الصحيفة الفلسطينيّة الأولى التي تصدر بشكل يوميّ ولم يتحقّق ذلك مرة أخرى إلا في عام 1929 مع الصحيفة الفلسطينيّة اليافويّة التي بدأت الصدور بشكل يوميّ. وبسبب الأعباء الثقيلة والمشاكل الكثيرة صدرت جريدة لسان العرب في سنتها الثانية والثالثة ثلاث مرات فقط في الأسبوع. لكن في سنة 1925 توقّفت عن الصدور.
قد كان إبراهيم سليم النجار (لبناني الأصل) الدور الأكبر في إصدار وتحرير الصحيفة، إذ عمل إلى إدخال الروح الأوروبيّة على الصحافة العربيّة، واتسمت الصحيفة بالمقالات الافتتاحية البسيطة، المتّزنة والقصيرة البعيدة عن الغوغائية. كان الكاتب عادل جبر من أشهر الذين كتبوا المقالات في لسان العرب التي حاولت دومًا رفع شعار بأنها "جريدة لا تنتمي لأي حزب من الأحزاب الفلسطينية، بل تقول الحقيقة، كل الحقيقة في أي مكان تراها وفي أي ناحية وقفت الحقيقة".